# Trichoniscus matulici
Trichoniscus matulici är en kräftdjursart som beskrevs av Karl Wilhelm Verhoeff 1901B. Trichoniscus matulici ingår i släktet Trichoniscus och familjen Trichoniscidae. Utöver nominatformen finns också underarten T. m. metkovicensis.